# 金魚の病気の一覧
金魚の病気の一覧はキンギョが疾患する病気の一覧。

## 概要
そもそもキンギョは天然に産するものではなく人間が人工的に作り出し大切に保護してきた動物であるため、人間の手が加えられている品種であればあるほど自然への適応能力は非常に低い。そのため病気にかかりやすい。逆に、原種とされるフナに近いワキンなどは、ずぼらな飼育環境でも力強く生き延びる。
キンギョを飼う際は、病気への十分な知識を持つことが重要である。疾病の発生要因の多くは、ストレスに由来する。

## 原因
餌の与えすぎ
キンギョには胃が無いので、一度に大量の餌を与えてはならない。
変質した餌
一度解凍した冷凍生き餌は与えてはいけない。開封後長期間放置した人工飼料も、脂肪が酸化しているので、与えてはいけない。
酸素不足
飼育密度に応じたエアーポンプの設置が必要。
急激な水温変化
水を一度に全部替えてはいけない。秋以降、ヒーターで保温すると良い。（Cf.観賞魚）
病気の魚を持ち込んだ
買ってきたキンギョは念のため、一時バケツなどにいれておいて様子を見ると良い(その際塩水浴にすると良い)。
pHの変化
キンギョは中性を好む（pH7推奨）。水道水のカルキ抜き・中和剤使用は必須。排泄物の分解で酸性になるので、定期的に水の入れ替えを。
窒素循環
排泄されるアンモニアを無害化する硝化細菌を濾材で繁殖させる。濾材が目詰まりすることがある。
スレ傷
ネットで掬うこともストレスを与える。
過密飼育
酸素不足・pH悪化・アンモニア分解・スレ傷などの原因に繋がる。

## 病理

### 尾ぐされ病
フレキシバクターカラムナリス等の細菌に感染したものである。各ヒレの先端が白くなり、重症になると尾が腐る。そのままにしておくと、尾から出血してしまう。重症になると治療が困難になるため、早期発見が必要になる。
細菌による感染するパーツによって鰭ぐされ、鰓ぐされ等と呼び名が異なるが、内容は同じであり、まとめて腐敗症と呼ばれる事もある。

### 松かさ病
初期症状は体表のツヤがなくなり、症状が進むにつれてウロコが腫れ上がり、松ぼっくりのように逆立つ。

### 穴あき病
エロモナス属細菌の感染後、寄生体や細菌類が繁殖し、鱗が発赤＞脱落＞真皮露出＞筋肉露出と悪化していく。致死性は低いが、観賞魚としては見栄えが悪い。専用の薬があるので、隔離して薬浴させる。また、水温を25度以上にして自然治癒させる。

### 白点病
最も普通な魚類の病気のひとつであり、原生動物の白点虫（イクチオイフリウス）の寄生虫病。致死性・伝染性・進行性のいずれの点でも、寄生虫病では最も危険な病気。下記のイカリムシとチョウのように虫が外部に張り付くのではなく、上皮組織内に入り込んでしまうため後述のように薬剤の効きが悪く、治療が困難。水温25度以下の状態でかかりやすく、水温・水質の変化等の急変によって体力の落ちた魚体に寄生する。白点病にかかった金魚は、水槽のガラス面や砂などに患部をこすり付けるという動作をよく見せる。　4日～5日の周期で寄生→魚体より分離して増殖→寄生を繰り返す。寄生している間は薬は効かない為、投薬にはタイミングが重要。一旦、白点が消えても水中で増殖している可能性があるので油断は禁物。白点病で死んだ魚を気付かず放置しておくと、寄生虫が大発生し水槽全滅の危険性もある。外部からの白点虫侵入を防ぐ為にも購入した金魚は4～5日隔離して様子を見ることが必要。

### イカリムシ症
イカリムシという寄生虫が固着する。固着部が腫れ、出血することも少なくない。稚魚は死ぬこともあり、成魚でも衰弱する。この病気の場合、患部を固いものにこすり付ける動作がよく見られる。ピンセットなどで抜き取ることも可能だが、傷ができないように。イカリムシの頭部が魚体に残ることがある。えらに刺さったイカリムシを抜くと、同時に鰓内部の組織が破壊され、確実に死に至る。目の近くに刺さっているイカリムシを抜くと、目玉が取れてしまう。

### チョウ症
鰓尾類のチョウという寄生虫が固着する。ウオジラミとも呼ばれる。水槽のガラス面や砂などに患部をこすり付けるため、体をさらに痛めてしまうことも少なくない。吸血する際に毒液を注入し、キンギョに多大なストレスを与える。大きいため直接除去できるし、駆除剤もあるが、卵には効かないため、濾過材と砂利を交換・洗浄して、卵が孵化するたびに根気よく駆除する必要がある。

### 水カビ病
水槽に常在している糸状菌（ミズカビ類）が、魚が弱っているときに付着繁殖して、綿毛のような群落を成す。水カビが体表に寄生することで細胞膜の浸透圧調整機能が破壊された結果として死に至るため、水槽に塩を入れて浸透圧を調整することで延命が可能。水温20度以下になると発生しやすくなるため、秋以降ヒーターでの水温調節が予防に有効である。

### 転覆病

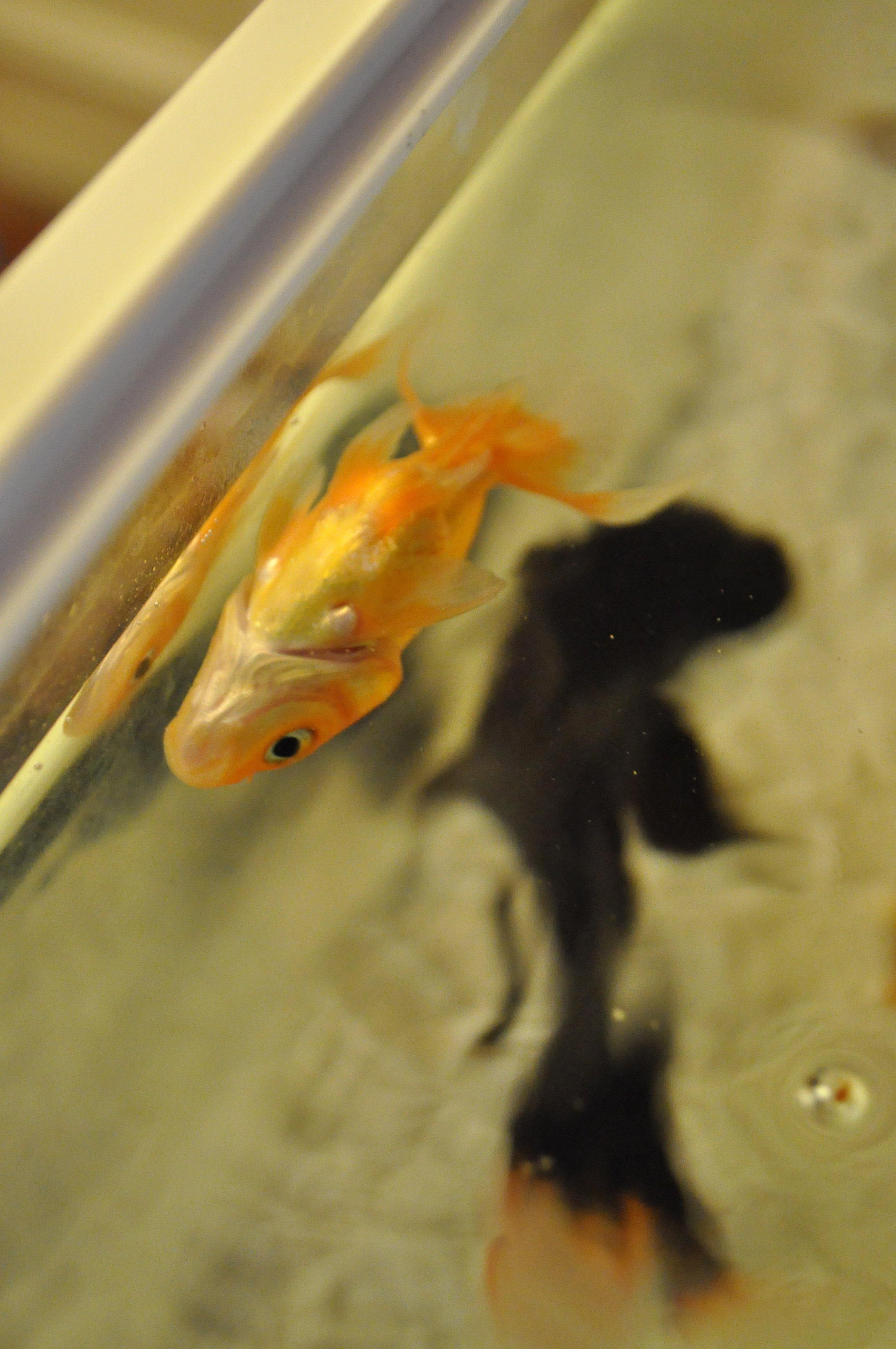
転覆病を発症した金魚

前後の浮袋のバランスが崩れる原因不明の難病。横転、あるいは完全に転覆して、徐々に弱って死んでいく。完全に浮上転覆してしまうと、空気に触れた腹部が爛れてしまい急死することもある。ランチュウのような丸っこいキンギョほどかかりやすいが、ワキンのように原種に近いものでもかかる。水温を徐々に30℃くらいまで上げれば、初期の転覆病はほとんどの場合完治する。が、先天的な内蔵異常など個体によっては成長にしたがい必然的に発生する場合があり、その場合の完治は難しい。
転覆病のうち、急激に飼育水槽の多くの個体が発症する場合はキンギョヘルペスウイルスによる造血器系の異常とする説が一般的で、発生した水槽で35°C、4日間の昇温処理をすると他の個体への感染や発症を防げることがある。ただしこれにより治療した個体はヒトのHIVキャリアのようにキンギョヘルペスウイルスのキャリアとなり子供やウイルス未感染の個体へウイルスをキャリーしまき散らす恐れがあるので留意が必要である。
他の要因としては、いわゆる「泡食い（エア食い）」行為により、体内に空気がたまること（これは沈下性の餌へ切り替えることで一ヶ月ほどで改善する）、水質悪化・驚かすこと（足音にも敏感である）によるストレスにより浮袋調整がうまくいかなくなる等、様々な要因が考えられる。

### カラムナリス病
文字通りカラムナリス菌の感染症で、グッピーやエンゼルフィッシュの尾ぐされ病の原因と言った方が分かりやすい。グッピーの尾ぐされと同様、強力な組織の溶解を引き起こす。水槽に塩（普通の食塩でよい）を0.5％いれておくと予防に有効。

### 運動性エロモナス病 / 運動性エロモナス敗血症
常在菌のエロモナス菌の引き起こす病気で、魚が弱ると感染し、二種類の症状がある。一つは、まつかさ病で、鱗が逆立ってしまう（ちなみにピンポンパールの鱗の逆立ちは生まれつきなので問題ない）。もう一つが、赤班病で、皮膚や鱗に皮下出血が見られる。魚が急激に弱る。いずれも皮下組織の病気で、根気よく治療する必要がある。

### 風船病
ピンポンパール（短尾珍珠鱗）に特有の病気。主に腹部や尾部の皮膚に風船状の水疱（みずぶくれ）が複数発生する。血液状の液体で満たされた血腫状のふくらみになることもある。ガマガエル症候群（ガマ病）という呼び名もネット上では散見される。原因は不明だが、エロモナス属細菌の感染によるものであり、まつかさ病がピンポンパールの硬い鱗のために水疱状を呈するのではとの推測もある。難治性で致死率も高いとされるが、滅菌性の薬剤（ニトロフラゾンなど）により薬浴させて2週間ほどで治癒した報告もある。

## 病気の診断方法
- 口がただれる：カラムリナス病の口ぐされ
- えらに黄色い粘液が付着：カラムリナス病の鰓ぐされ
- 体表に小さな白点ができている：白点病
- 体表が点状出血・体表全体の内出血で赤くなる：運動性エロモナス病の赤班病
- 体表の鱗1・2枚程度の表皮白濁と周囲の充血：穴あき病の初期症状
- 体表に穴があく：重症の穴あき病
- 体表の鱗が逆立ち、キンギョがまつかさのようになる：運動性エロモナス病の松かさ病
- 体表に綿状のものが付着：水カビ病
- 体表に直径3～5mm程度の半透明・円盤状の虫が付着：チョウ症
- 体表に1cm以下の細いひも状のものが突き刺さる：イカリムシ症
- ひれの先端が白濁する：カラムリナス病の尾ぐされ病の初期症状
- ひれ全体が腐り、扇の端がバラバラになる：重症の尾ぐされ病
- ひれ全体が赤く充血する：赤班病
- 正常に遊泳できず、横転・転覆する：転覆病
- くしゃみのようなしぐさをする：お腹を壊している

## 病気の治療法
細菌が原因の場合
オキソリン酸・塩酸クロルヘキシジンなど抗生物質の投与。水槽に入れてしまうと硝化細菌も一緒に死んでしまうので、できれば隔離したほうがいい。
カビ・原生動物
メチレンブルー・マラカイトグリーンなど色素剤投与。薬剤が光分解されることや、溶存酸素が減る。
寄生虫
高濃度の食塩水で粘膜に付いた寄生虫を粘膜ごと落とす(金魚を弱らせたり再発したりと失敗した場合のリスクが高い)。
トリクロルホン（有機リン剤）投与。神経毒の薬物であるため、入れすぎ・魚へ直接かけてはいけない。
浮袋の異常
有効な治療法無し。浮上転覆に伴う爛れは、抗生物質で治療する。
お腹を壊している
数日間、餌を与えない。その後、稚魚用の餌またはプランクトンを少量与え、徐々に量を増やしていく。
種々のトラブルに有効
食塩（ミネラル類やアミノ酸類のなるべく少ない、なるべく「NaCl」に近いもの）を1日0.1%程度ずつ添加し、0.5%（水1Lあたり5g）にする。金魚の生理的食塩水濃度は、ヒトとほぼ同等で0.9%であるため、金魚の体力回復が期待できる。また、トラブルの原因である微生物類のうち、塩に弱いものに対する殺作用も期待できる。
水温を1日1℃程度ずつ上げて28℃にする。金魚の体力回復が期待できる。上記の薬剤添加と併用すると、効果が上がる場合が多い。